# I Luciferi
I Luciferi è il settimo album in studio del gruppo heavy metal statunitense Danzig, pubblicato nel 2002.

## Tracce
1. Unendlich – 1:51
2. Black Mass – 4:58
3. Wicked Pussycat – 4:03
4. God of Light – 3:39
5. Liberskull – 5:45
6. Dead Inside – 5:16
7. Kiss the Skull – 4:11
8. I Luciferi – 3:15
9. Naked Witch – 3:55
10. Angel Blake – 3:35
11. The Coldest Sun – 3:59
12. Halo Goddess Bone – 4:29
13. Without Light, I Am – 5:32

## Formazione
- Glenn Danzig – voce, chitarra, tastiera
- Joey Castillo – batteria
- Howie Pyro – basso
- Todd Youth – chitarra